# Grzybów (gmina Staszów)
Grzybów – wieś w Polsce położona w województwie świętokrzyskim, w powiecie staszowskim, w gminie Staszów.
W latach 1975–1998 miejscowość należała administracyjnie do województwa tarnobrzeskiego.

## Dawne części wsi – obiekty fizjograficzne
W latach 70. XX wieku przyporządkowano i opracowano spis lokalnych części integralnych dla Grzybowa zawarty w tabeli 1.

| Nazwa wsi – miasta    | Nazwy części wsi – miasta                                                                                           | Nazwy obiektów fizjograficznych – charakter obiektu |
| --------------------- | --- | --- |
| I. Gromada KONIEMŁOTY | | |
| 1. Grzybów            | 1. Bieliczka 2. Brzezina 3. Góra 4. Gułacz 5. Kwiatkówka 6. Ogrojec 7. Podlesie 8. Wądoły 9. Wierzbie 10. Zakupniki | 1. Bieliczka — pole 2. Brzezina — pole 3. Góra — pole 4. Gułacz — pole 5. Kwiatkówka — pole 6. Łąka Pańska — łąka 7. Ogrojec — pole 8. Pałączki — łąka 9. Piachy — pole 10. Pod Krzywołęczą — łąka 11. Podlesie — pole 12. Przymiarki — łąka 13. Romanówka — pole 14. Wądoły — pole, zarośla 15. Wierzbie — pole 16. Zagonie — pole 17. Zakupniki — pole |

## Historia
W 1784 r. miejscowość leżała w powiecie wiślickim w województwie sandomierskim i była własnością starosty serbinowskiego Jana Kołątaja.
W Grzybowie wybudowano i otwarto w 1966 r. pierwszą otworową kopalnię siarki w Europie, kopalnię „Grzybów”. Później metodą tą pozyskiwano siarkę w innych kopalniach – „Jeziórko”, „Osiek” i „Basznia”. Obecnie kopalnia i zakłady chemiczne siarki w Grzybowie działają pod firmą Kopalnie i Zakłady Chemiczne Siarki „Siarkopol” SA w Grzybowie.